# Cedi
El cedi és la unitat monetària de Ghana. Es divideix en 100 pesewas. Tant el nom de la unitat principal com de la fraccionària provenen de l'àkan, el principal grup de llengües parlat a Ghana. Fan referència a les petxines (cedi) i llavors (pésewabo), utilitzats originàriament com a unitats de compte.
El codi ISO 4217 és GHS. El símbol del cedi, (₵), una C amb una barra al braç superior, té des del 2004 un codi Unicode que s'escriu U+20B5 i, segons la representació decimal, 8373.

## Història

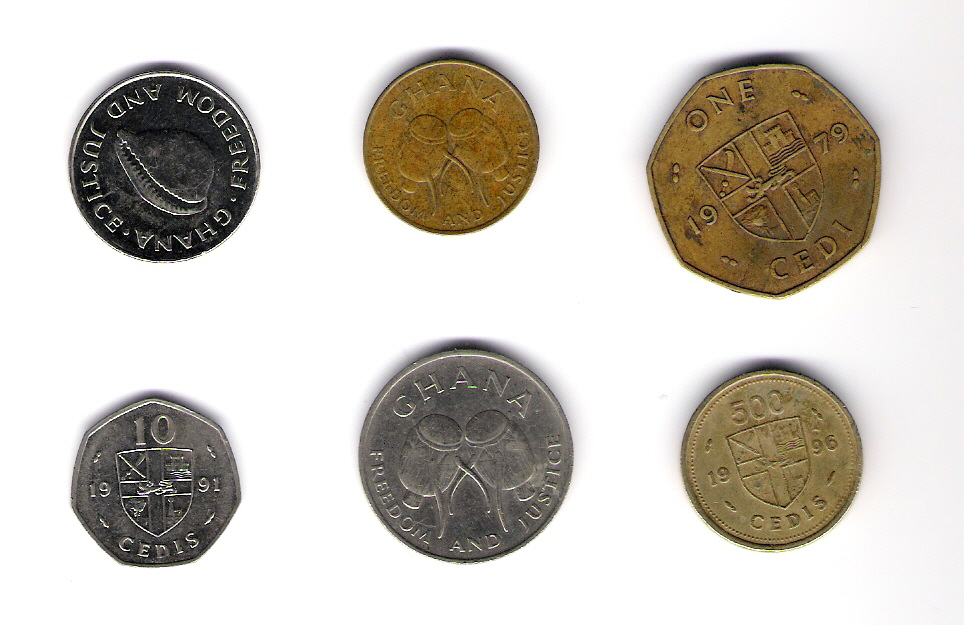
Monedes de cedi de l'època 1967-2007

El cedi va aparèixer el 1965 en substitució de la lliura ghanesa a raó de 2,4 cedis per lliura o, el que era el mateix, 1 pesewa = 1 penic. Aquest primer cedi fou substituït per un altre el 1967 (codi ISO 4217: GHC). El nou cedi valia 1,2 cedis dels antics, amb la qual cosa es feia molt més senzilla la conversió de lliures a cedis, a raó de 2 nous cedis per lliura.
A causa de la gran inflació dels darrers anys, el juliol del 2007 va entrar en vigor un nou cedi (GHS), que substituïa l'anterior a raó de 10.000 cedis antics per cada un de nou. A causa d'aquest canvi de moneda, el cedi, que durant un temps fou la moneda de valor més baix de l'Àfrica, ara és la que té més valor de tot el continent i figura entre les monedes de valor més alt del món.

## Monedes i bitllets
Emès pel Banc de Ghana (Bank of Ghana), en circulen monedes d'1, 5, 10, 20 i 50 pesewas i d'1 cedi, i bitllets d'1, 5, 10, 20 i 50 cedis.

## Taxes de canvi
- 1 EUR = 7,07354 GHS (26 de gener del 2021)
- 1 USD = 5,82658 GHS (26 de gener del 2021)